# 吉尔格郎乡
吉尔格郎乡，是中华人民共和国新疆维吾尔自治区伊犁哈萨克自治州巩留县下辖的一个乡镇级行政单位。

## 行政区划
吉尔格郎乡下辖以下地区：
阔克尔森村、阿勒玛勒村、喀拉吐木斯克村、阔克加孜克村、奥夏干德村和沙尕村。